# ناوچه کلاس ریچموند
ناوچه کلاس ریچموند (به انگلیسی: Richmond-class frigate) یک کلاس از کشتی است که طول آن ۱۲۷ فوت (۳۹ متر) می‌باشد.